# Eduard Kuno von der Goltz
Eduard Kuno von der Goltz (còn được viết là Cuno) (2 tháng 2 năm 1817 tại Wilhelmstal – 29 tháng 10 năm 1897 tại Eisbergen ở Minden) là một Thượng tướng Bộ binh của Phổ và là thành viên Quốc hội Đức (Reichstag). Ông đã có nhiều đóng góp cho quân đội Phổ trong các cuộc chiến tranh thống nhất nước Đức, đặc biệt là thắng lợi chiến lược của mình trước Tập đoàn quân Rhine của Pháp dưới quyền Thống chế Bazaine trong trận Borny-Colombey.

## Sự nghiệp quân sự
Von der Goltz gia nhập Trung đoàn Phóng lựu Cận vệ Hoàng đế Alexander số 1 với tư cách là một thiếu sinh quân và trong trung đoàn này ông đã tham chiến trong cuộc chiến tranh chống Đan Mạch năm 1848. Vào năm 1849, ông tham gia chiến dịch trấn áp quân nổi dậy tại Baden với cấp bậc đại đội trưởng và được lên quân hàm Đại úy vào năm 1851. Mặc dù ông chưa hề học Trường Chiến tranh (Kriegsschule), ông đã được chuyển vào Bộ Tổng tham mưu với quân hàm thiếu tá, và vào năm 1861, ông được thăng quân hàm thượng tá. Đến năm 1862, ông được ủy nhiệm vào một chức tiểu đoàn trưởng trong Trung đoàn Bộ binh số 15 (Westfalen 2).

## Cuộc chiến tranh thống nhất nước Đức

### Chiến tranh Schleswig lần thứ hai
Trong cuộc Chiến tranh Đức-Đan Mạch năm 1864, Von der Goltz đã chỉ huy tiểu đoàn của mình đổ bộ thành công lên đảo Alsen, và do công tích này ông được tặng thưởng Huân chương Quân công, huân chương cao quý nhất của Vương quốc Phổ.

### Chiến tranh Bảy tuần
Vào năm 1866, Von der Goltz được thăng cấp Tư lệnh của Trung đoàn số 15 (Westfalen 2) và đồng thời được lên quân hàm đại tá. Ông đã tham gia trong Chiến dịch Main của cuộc Chiến tranh Bảy tuần. Trong cả hai cuộc chiến tranh, tướng August Karl von Goeben là cấp trên của ông. Vì những cống hiến của ông trong Chiến dịch Main, ông đã được tặng thưởng Lá sồi gắn vào Huân chương Quân công. Trong chiến dịch này, ông chỉ huy trung đoàn của mình ở trận Friedrichshall, khi mà hai tiểu đoàn dưới quyền của ông giành được quyền vượt sông Saale.

### Chiến tranh Pháp-Đức
Vào tháng 7 năm 1869, ông được phong cấp bậc Thiếu tướng và lãnh chức chỉ huy Lữ đoàn số 26, với biên chế gồm Trung đoàn số 15 cũ của ông và Trung đoàn số 55. Trong cuộc Chiến tranh Pháp-Đức (1870 – 1871), lữ đoàn của ông là một phần thuộc biên chế của Quân đoàn VII do tướng Heinrich Adolf von Zastrow chỉ huy – một phần của Tập đoàn quân số 1 dưới quyền lão tướng Karl Friedrich von Steinmetz. Viên Sư trưởng của ông là Adolf von Glümer đã không cho lữ đoàn của ông tham chiến trong trận Spicheren vào ngày 6 tháng 8, mặc dù von der Goltz đã chỉ huy quân của mình tiến hành cuộc truy kích theo hướng Forbach và nhờ vậy ông được tặng thưởng Huân chương Thập tự Sắt hạng nhì.
Có lẽ trận đánh quan trọng nhất của lữ đoàn là cuộc tấn công tự ý của von der Goltz tại Borny-Colombey vào ngày 14 tháng 8 năm 1870. Ngày hôm đó, Tập đoàn quân số 1 do Trung tướng Steinmetz chỉ huy đến gần các lực lượng Pháp đang trấn giữ các cao điểm ở hướng đông pháo đài Metz. Tuân theo mệnh lệnh của Tổng tham mưu trưởng Helmuth von Moltke, quân của Steinmetz dừng chân gần thị trấn Colombey đã theo dõi các hoạt động của đối phương. Thượng lệnh của Moltke cũng cho biết dự kiến của ông là để Tập đoàn quân số 1 giữ chân quân đội Pháp trong khi Tập đoàn quân số 2 hợp vây đối phương. Thiếu tướng Von der Goltz, người mà sự độc lập trong suy nghĩ của mình đã gia tăng do phục vụ trong Bộ Tổng tham mưu, nhận thấy quân Pháp bắt đầu rút lui. Một trong các sĩ quan tham mưu của Moltke có mặt ở đó và khẳng định với ông về ý định nêu trên của Moltke. Cấp trên của ông trong Tập đoàn quân số 1 ra lệnh cho Goltz phòng ngự. Giờ đây, Goltz không có thời gian để hỏi ý sư đoàn của ông, để sư đoàn hỏi ý quân đoàn, quân đoàn hỏi ý Steinmetz rồi thậm chí Steinmetz phải hỏi ý Moltke xem đoàn quân của ông phải làm gì. Vị vậy, vị tướng bạo dạn gửi một thông điệp đến sư đoàn của mình, quân đoàn của mình và Quân đoàn I do tướng Edwin von Manteuffel chỉ huy rằng ông sẽ tiến công, và quả thật vào lúc 3:30 chiều ông phát động một cuộc tấn công. Ban đầu, binh lính của ông đánh bật quân Pháp, nhưng rồi bị giam chân. Song, phát hiện ra cuộc giao chiến, viên chỉ huy một lữ đoàn gần đó đã vào trận. Hai sư đoàn thuộc Quân đoàn I cũng nhập trận. Quân Phổ và quân Pháp giao chiến đến tối, khi quân Pháp rút lui chậm chạp theo đường Metz. Đây là một trận đánh bất phân thắng bại, trong đó phía Đức phải hứng chịu thiệt hại nặng nề (222 sĩ quan và 5.000 binh lính). Tuy vậy, đây là một thất bại chiến lược của Pháp: cuộc triệt thoái của quân Pháp về Verdun đã bị trì hoãn nghiêm trọng và quân Đức vẫn bắt kịp họ.
Sáng hôm sau, nhà vua Wilhelm I thân hành đến chiến địa. Khi Steinmetz tố cáo với vua về sự bất tuân của Von der Goltz và Steinmetz, vua nhiệt liệt cảm ơn Manteuffel vì vai trò của ông này trong trận chiến và chuyển sang vị lữ đoàn trưởng bất tuân, vua khen ngợi Von der Goltz vì đã hai lần thể hiện tài năng của mình trong giai đoạn đầu tiên của cuộc chiến. Có lẽ Steinmetz không khỏi ngạc nhiên vì sự bất tuân của Von der Goltz lại được đề cao như vậy trong khi hành vi tương tự của ban thân ông ta trong trận Spicheren thì bị chê trách. Một trong các sĩ quan tham mưu của von Moltke nhận xét về Von der Goltz: "cách hành xử của ông ta rõ ràng đã đẩy mạnh các mục tiêu được nhắm tới; vì sự trì hoãn mà trận đánh gây ra cho quân Pháp có lợi cho các hoạt động được dự kiến của chúng ta và sẽ tạo điều kiện cho việc thực thi chúng". Ông đã được tặng thưởng Huân chương Thập tự Sắt hạng nhất.
Lữ đoàn của ông cũng đánh chiếm Jussy trong trận Gravelotte khốc liệt vào ngày 18 tháng 8. Sau khi pháo đài Metz thất thủ, Von der Goltz được bổ nhiệm làm Tư lệnh của các đơn vị khác, trong đó có hai trung đoàn kỵ binh. Lực lượng của ông được chỉ định là Biệt đội Goltz, chiến đấu như một phần thuộc biên chế của Quân đoàn XIV mới được thành lập do tướng Karl August von Werder chỉ huy, chống lại Tập đoàn quân Vosges tình nguyện dưới quyền Giuseppe Garibaldi và được lệnh quan sát pháo đài Langres với 3.000 quân. Vào ngày 16 tháng 12 năm 1870, giao tranh diễn ra ở Longeau, khi von der Goltz chỉ huy quân ông tấn công 6.000 quân Pháp được phòng thủ vững chắc. Sau 3 tiếng đồng hồ chiến đấu, quân Pháp bị đánh bật vào pháo đài với thiệt hại to lớn. Sau đó, vào tháng 1 năm 1871, Von der Goltz được lệnh rời khỏi đây để hỗ trợ Werder chống nhau với Tập đoàn quân phía Đông của Pháp do viên tướng Charles Denis Sauter Bourbaki đứng đầu. Ông đã tham chiến trong trận Villersexel và trận đánh 3 ngày trên sông Lisaine. Sau thảm bại của quân Pháp tại sông Lisaine, quân đội Đức truy kích thành công các lực lượng của Bourbaki, và giao chiến đã kết thúc với việc 87.000 người của ông ta phải vượt biên sang Thụy Sĩ và bị nước này giam giữ đến tháng 3. Dựa theo các điều khoản của hiệp định đình chiến đã được ký kết, việc phát động một cuộc vây hãm Langres giờ đây là không thể thực hiện.

## Sự nghiệp sau chiến tranh
Vào tháng 5 năm 1871, Von der Goltz được ủy nhiệm làm Thanh tra của bộ binh nhẹ (Jäger) và lính trơn (Schützen), và hai năm sau ông được bổ nhiệm làm Tư lệnh của Sư đoàn số 1 tại Königsberg. Nửa năm sau khi nhậm chức, ông được lên quân hàm Trung tướng vào tháng 9 năm 1873. Vào tháng 12 năm 1871, ông được bổ nhiệm làm Tư lệnh của Sư đoàn số 13 đóng quân tại Münster, trong đó có trung đoàn mà ông chỉ huy vào năm 1866, và lữ đoàn mà ông chỉ huy vào các năm 1870 – 1871. Vào tháng 3 năm 1880, ông xuất ngũ với quân hàm Thượng tướng Bộ binh.

## Sự nghiệp chính trị
Vào năm 1867, Von der Goltz được bầu làm đại biểu khu vực bầu cử Minden-Lübbecke trong Quốc hội Liên bang Bắc Đức. Trên cương vị này, ông cũng là đại biểu của Nghị viện Thuế quan (Zollparlament). Vào năm 1869, do được phong cấp Lữ đoàn trưởng, ông phải rút khỏi ghế đại biểu của mình, nhưng được tái cử trong một cuộc bầu cử phụ vào ngày 9 tháng 9 năm 1869, và trở thành một nghị sĩ phe cực hữu. Ông là thành viên Quốc hội cho đến năm 1871.
Eduard Kuno von der Goltz từ trần vào ngày 29 tháng 10 năm 1897.